# Болонська школа права
Болонська школа права - західно-європейська школа права.
Заснована правознавцем Ірнерієм ( 1065 - 1125) в кінці ХІ століття У Болонському університеті (Італія). 
Її представники у ХІІ - ХІІІ ст. Аккурсіус, Альберікус, Ацо, Бассіанус, Булгар, Вакаріус, Одофредус,
Пілліус, Рогеріус основну увагу приділяли глосам (тлумаченню) Кодексу Юстиніана - Corpus juris civilis.